# 安波沃本大戟
安波沃本大戟（Euphorbia ambovombensis）是馬達加斯加特有的一種大戟屬植物。它們生長在亞熱帶或熱帶的乾旱森林及叢林，但受到環境破壞的影響。